# EWE Netz
Die EWE NETZ GmbH ist eine Tochtergesellschaft der EWE AG. Das Unternehmen betreibt als Verteilnetzbetreiber Strom-, Erdgas-, Trinkwasser- und Telekommunikationsnetze mit 80 Standorten.

## Unternehmensprofil
Die EWE NETZ GmbH wurde 2006 mit Hauptsitz in Oldenburg gegründet und ist ein Unternehmen der EWE-Gruppe. Die EWE NETZ ist eine Tochtergesellschaft der EWE AG, zudem sind Städte und Gemeinden aus dem Ems-Weser-Elbe-Gebiet an EWE NETZ beteiligt und ihre Anteile in der Kommunalen Netzbeteiligung Nordwest GmbH & Co. KG gebündelt.
Die EWE NETZ betreibt ihre Strom- und Erdgasnetze im Ems-Weser-Elbe-Gebiet sowie weitere Erdgasnetze in Brandenburg, Nord-Vorpommern und auf Rügen. EWE NETZ ist zugleich Eigentümer dieser Netze. Zu den Aufgaben von EWE NETZ zählen die Betriebsführung, Instandhaltung und Ausbau der Netzinfrastruktur und der Netzvertrieb. Darüber hinaus betreibt EWE NETZ in einigen Regionen Trinkwassernetze sowie ein weit verzweigtes Telekommunikationsnetz u. a. zur Steuerung und Überwachung der Energienetze.

## Erdgasumstellung
EWE NETZ rüstet seit dem dritten Quartal 2018 über einen Zeitraum von voraussichtlich zehn Jahren bei ca. 600.000 Kunden im Gebiet zwischen Ems und Elbe gasverbrauchende Geräte um. Die Marktraumumstellung oder L/H-Gasumstellung ist notwendig, weil 2029 die Lieferungen von niedrigkalorischem Gas (L-Gas, low calorific gas, Gas mit niedrigerem Brennwert) aus den Niederlanden infolge endender Ausbeutung insbesondere des 2024 stillgelegten Groninger Gasfeldes eingestellt werden sollen. Stattdessen werden die Verbraucher dann mit hochkalorischem Gas (H-Gas, high calorific gas, Gas mit höherem Brennwert) aus Norwegen, Russland, der Nordsee und überseeischen Exporteuren von Flüssigerdgas versorgt.
Betroffen hiervon sind private Haushalte mit Gasverbrauchsgeräten wie Heizungen, Wäschetrocknern, Herde, Kaminöfen, sowie Gewerbe- und Industriekunden, die z. B. Prozesswärme mit Erdgas erzeugen.